# Eburia velmae
Eburia velmae är en skalbaggsart som beskrevs av Mccarty 1993. Eburia velmae ingår i släktet Eburia och familjen långhorningar. Inga underarter finns listade i Catalogue of Life.